# Cornelis van Dalen II

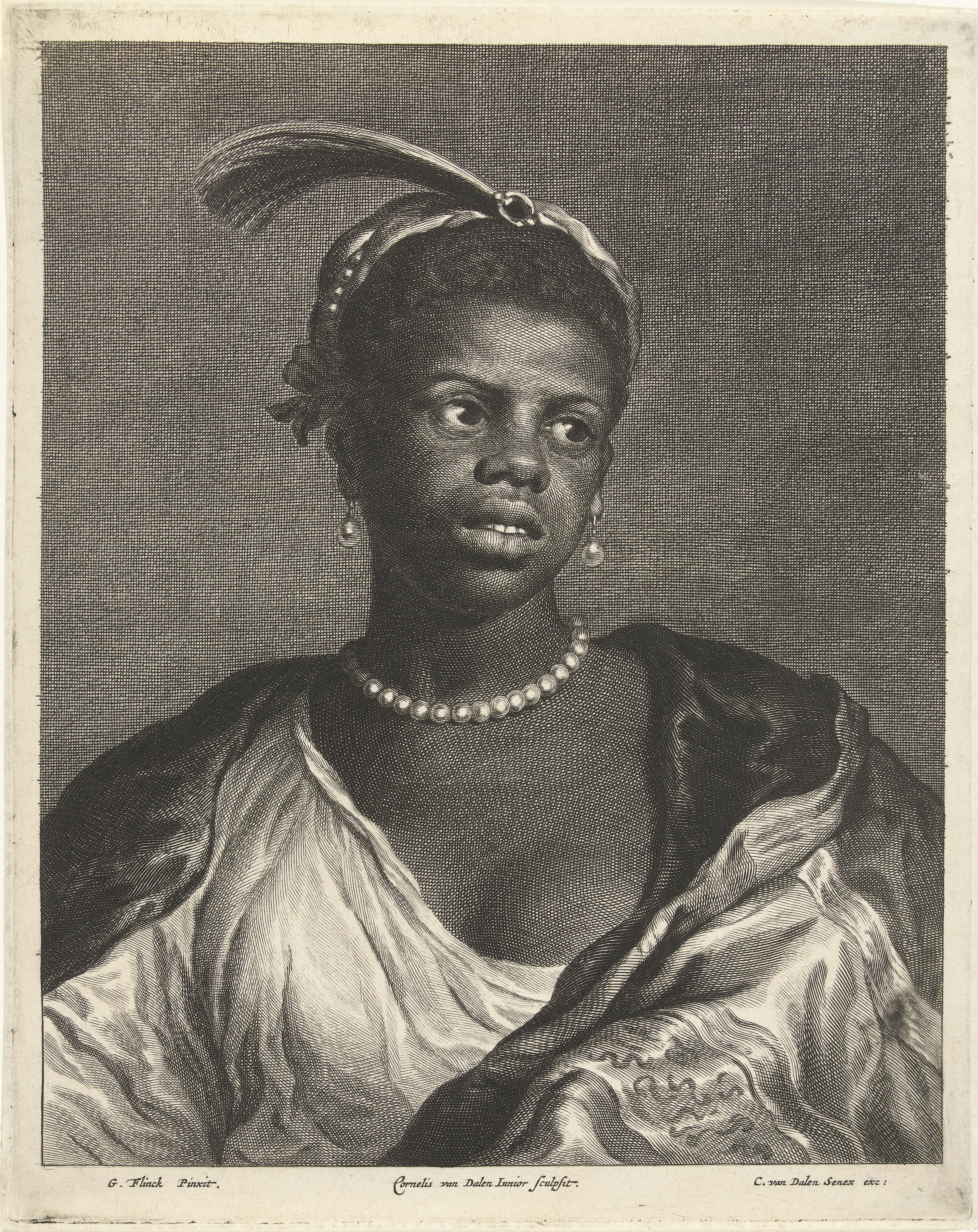
Retrato de mujer negra con un collar de perlas, grabado de Cornelis van Dalen II por pintura de Govert Flinck, editado por Cornelis van Dalen Senex. Ámsterdam, Rijksmuseum.

Cornelis van Dalen II (el Joven) (Ámsterdam, 1638-1664) fue un grabador y dibujante del Siglo de oro neerlandés.

## Biografía
Hijo y discípulo del también grabador y editor de estampas Cornelis van Dalen I y de Catarina Jan Boekels, fue bautizado en Ámsterdam el 28 de diciembre de 1638 y había fallecido prematuramente el 9 de octubre de 1664.
Especializado en el retrato, para el coleccionista Gerard Reinst grabó algunas de las estampas de la serie Caelaturae, álbum formado por treinta y cuatro retratos de artistas italianos y holandeses, entre los que corresponden a Van Dalen los de Sebastiano del Piombo, Giovanni Boccaccio y Pietro Aretino por pinturas de Tiziano, y el supuesto retrato de Giorgione, según una pintura posiblemente de Lorenzo Lotto. Firmó también grabados de reproducción de obras de Rubens (Los cuatro padres de la Iglesia) y Govert Flinck. 
La semejanza de estilo con el de su padre impide que se pueda determinar a cuál de ellos pertenecen estampas firmadas simplemente «C.V. Dalen», como la alegoría del mes de septiembre, parte de una serie de los meses del año por dibujo de Joachim von Sandrart, o la alegoría del nacimiento del príncipe Enrique Guillermo de Nassau según pintura de Flinck fechada en 1650.
Padre e hijo firmaron y editaron en Ámsterdam con el título Eigentlyke Afbeeldinge, van Hondert der Aldervermaerdste Statuen, of Antique-beelden, Staande binnen Romen, una copia de la serie de estampas de François Perrier dedicada a las más famosas estatuas de la antigüedad conservadas en Roma, de la que se hicieron tres ediciones.